# Beale
比尔（英语：Beale）是英语姓氏，可能指：
- 安东尼·比尔（英语：Anthony Beale），美国政治人物
- 伯纳德·查尔斯·比尔（英语：Bernard Charles Beale），新西兰医生和政治人物
- 查尔斯·刘易斯·比尔（英语：Charles Lewis Beale），来自纽约的美国众议院议员
- 多萝西娅·比尔（英语：Dorothea Beale），英国教师、牛津圣希尔达学院创始人
- 伊迪丝·布维尔·比尔（英语：Edith Bouvier Beale），美国社交名流，杰奎琳·肯尼迪和李·拉齐威尔的表亲
- 爱德华·菲茨杰拉德·比尔（英语：Edward Fitzgerald Beale），美国边防军人和外交官
- 弗勒尔·比尔（英语：Fleur Beale），新西兰青少年小说作家以其小说《我不是埃丝特》而闻名
- 杰拉德·比尔（英语：Gerard Beale），新西兰橄榄球联盟球员
- 格雷戈里·比尔（英语：Gregory Beale），改革宗基督教神学家和神学院教授
- 海伦·珀迪·比尔（英语：Helen Purdy Beale），美国病毒学家
- 奥利弗·霍华德·比尔（英语：Howard Beale (politician)），澳大利亚政治家和驻美国大使
- 霍华德·肯尼迪·比尔（英语：Howard K. Beale），美国历史学家和作家
- 英加·比尔（英语：Inga Beale），伦敦劳合社首席执行官
- 杰克·戈登·比尔（英语：Jack Beale），澳大利亚政治人物
- 詹姆斯·比尔（英语：Africanus Horton），又名阿非利加努斯·霍顿，塞拉利昂作家和民俗学家
- 詹姆斯·托马斯·比尔，美国数学家
- 约瑟夫·比尔（英语：Joseph Beale），哈佛大学法学教授和法律冲突学者
- 朱利安·比尔（英语：Julian Beale），澳大利亚政治人物
- 科特利·比尔（英语：Kurtley Beale），澳大利亚橄榄球联盟球员
- 莱昂内尔·史密斯·比尔（英语：Lionel Smith Beale），英国医学博士、伦敦国王学院教授
- 玛格丽特·比尔（英语：Margaret Beale），英国海洋艺术家
- 玛丽亚·泰勒·比尔（英语：Maria Taylor Beale），美国作家
- 马丁·比尔（英语：Martin Beale），英国数学规划先驱
- 玛丽·比尔（英语：Mary Beale），英国肖像画家
- 奥克塔维斯·比尔（英语：Octavius Beale），爱尔兰钢琴制造商和慈善家
- 菲利帕·比尔（英语：Philippa Beale），英国艺术家
- 理查德·L·T·比尔（英语：Richard L. T. Beale），美国律师、弗吉尼亚州国会议员、南部邦联陆军准将
- 西蒙·拉塞尔·比尔（英语：Simon Russell Beale），英国演员
- 索菲娅·比尔（英语：Sophia Beale），英国艺术家
- 西奥多·比尔（英语：Theodore Beale），美国作家
- 托马斯·比尔（英语：Thomas Beale），苏格兰博物学家和鸦片投机者
- 托马斯·柴·比尔（英语：Thomas Chay Beale），苏格兰商人
- 托马斯·威勒特·比尔（英语：Thomas Willert Beale），英国作家，也以笔名沃尔特·梅纳德 (Walter Maynard) 写作

## 相关消歧义
- 约翰·比尔
- 威廉·比尔
- 丹尼尔·比尔
- Beal，姓氏，中文译为比尔
- Beall（英语：Beall），姓氏，中文译为比尔
- Beel，姓氏，中文译为比尔
- Biehl（英语：Biehl），姓氏，中文译为比尔

|  | 本页或本分段罗列了姓氏为「Beale」的人物。 如果是一个指代特定个人的内链将您引导到本页，請考慮修正該人物的名字以將链接指向正確的條目。 |